# The Day the Bookies Wept
Pour plus de détails, voir Fiche technique et Distribution.
The Day the Bookies Wept est un film américain réalisé par Leslie Goodwins, sorti en 1939.

## Fiche technique
- Titre : The Day the Bookies Wept
- Réalisation : Leslie Goodwins
- Scénario : Daniel Fuchs, Bert Granet et George Jeske
- Photographie : Jack MacKenzie
- Société de production : RKO Pictures
- Pays d'origine : États-Unis
- Format : Noir et blanc - 1,37:1 - Mono
- Genre : comédie
- Date de sortie : 1939

## Distribution
- Joe Penner : Ernest 'Ernie' Ambrose
- Betty Grable : Ina Firpo
- Richard Lane : Ramsey Firpo
- Tom Kennedy : Pinky Brophy
- Thurston Hall : Colonel March
- Bernadene Hayes : Margie
- Carol Hughes : Patsy
- Vinton Hayworth : Harry

Parmi les acteurs non crédités
- Brooks Benedict : Major 'Brownie' Horner
- Stanley Blystone : Caissier
- Lester Dorr : Vendeur de cheval
- Edward Earle : Juge de course
- Harry Harvey : Beer Delivery Man
- Al Herman : Racoleur de la piste de course
- Earle Hodgins : Commissaire-priseur
- Lloyd Ingraham : Homme avec des jumelles
- Wilfred Lucas : Bill
- Frank O'Connor : Spectateur de courses
- Emory Parnell : Flic
- Douglas Spencer : Spectateur aux enchères
- Chill Wills : Homme dans le bus